# Anticheta vernalis
Anticheta vernalis is een vliegensoort uit de familie van de slakkendoders (Sciomyzidae). De wetenschappelijke naam van de soort is voor het eerst geldig gepubliceerd in 1971 door Fisher and Orth.